# Serraglio mantovano
Il Serraglio mantovano (dal latino serraculum) era un'opera di fortificazione edificata nel XIII secolo dai Gonzaga per proteggere il territorio mantovano dalle incursioni nemiche da ovest.

## Storia
Venne ampiamente utilizzato dai signori di Mantova dal XIV al XVII secolo e difese Mantova in più occasioni durante le guerre contro i Visconti e gli Estensi.
Il territorio era chiuso fra il fiume Mincio, il lago Superiore di Mantova, il "Vecchio Osone" e il fiume Po, con una linea di corsi d'acqua e fortificazioni ad ovest di Mantova, che da Curtatone correva fino al Po presso Borgoforte. Faceva parte del sistema difensivo anche Buscoldo con il suo castello e due torri (oggi inesistenti).
Attraverso la "Porta di Curtatone", con il consenso del marchese di Mantova Federico II Gonzaga nel novembre 1526, transitarono le truppe dei lanzichenecchi di Carlo V, rallentando nello stesso tempo la marcia delle truppe della Lega di Cognac al comando di Giovanni delle Bande Nere, affiancato da Aloisio Gonzaga, che combatterono nella battaglia di Governolo il 25 novembre dello stesso anno.
Con la caduta dei Gonzaga venne meno anche l'importanza del Serraglio.

### Filmografia
- Il mestiere delle armi, regia di Ermanno Olmi (2001).